# Тетраметоксисилан
Тетраметоксисилан — химическое соединение,
сложный эфир ортокремнёвой кислоты и метилового спирта
с формулой Si(OCH3)4,
бесцветная жидкость,
не растворяется в воде,
медленно гидролизуется,
токсичен.

## Получение
- Реакция обезвоженного метанола и хлорида кремния(IV):

{\displaystyle {\mathsf {SiCl_{4}+4CH_{3}OH\ {\xrightarrow {100^{o}C}}\ Si(OCH_{3})_{4}+4HCl}}}

## Физические свойства
Тетраметоксисилан образует бесцветные кристаллы, не растворяется в воде, медленно гидролизуется.

## Химические свойства
- Медленно гидролизуется водой:

{\displaystyle {\mathsf {Si(OCH_{3})_{4}+2H_{2}O\ {\xrightarrow {}}\ SiO_{2}+4CH_{3}OH}}}

## Безопасность
- Пары́, при вдыхании, токсичны.